# 안원구
안원구(安元九, 1960년 3월 22일 ~ )는 대한민국의 공무원 출신 정치인이다.
경상북도 의성군 출신이다. 1982년 제26회 행정고등고시에 합격하면서 공직에 입문해 국세청 총무과 과장, 서울지방국세청 조사1국 국장, 국세청 국제조세관리관, 대구지방국세청 청장, 서울지방국세청 세원관리국 국장 등을 역임하였다. 이명박 정부 시기에 '도곡동 땅의 실소유주는 이명박'이라고 공개적으로 발언하였다.

## 생애
1960년 경상북도 의성군에서 태어났다. 대구 영신고등학교, 경북대학교를 나왔다. 1983년 제26회 행정고등고시 합격한 후 공직에 입문하였고 공직 초임 시절부터 대구지방국세청에서 주로 근무하는 등 대구·경북 인맥을 탄탄하게 구축할 수 있었고 세무 공무원 조직 내에서 기수나 연배에 비해 승진이 빨라 그 인맥의 대표주자로 자리잡아갔다.
김대중 정부 시기인 1999년 대통령비서실장 김중권의 추천으로 대통령비서실 파견 근무를 하게 되었고 이후 5년 동안 민정수석 집무실, 정책조정수석 집무실을 거쳤다. 2006년 1월에는 국세청 총무과장에서 서울지방국세청 조사1국장으로 전격 승진해 화제가 되었다. 안원구는 나이도 젊고 기수도 늦은데다 조사 관련 경험이 거의 없었기 때문에 이 발탁을 두고 국세청 내에서는 파격적 인사로 받아들였다. 서울지방국세청 조사1국장은 서울 소재 대기업 세무조사를 전담하는 위치였기 때문에 국세청 내에서 핵심 요직으로 여겨졌다. 이 때 서울지방국세청 청장은 한상률이었다.
서울지방국세청 조사1국장, 국세청 국제조세관리관을 거쳐 2007년 6월 대구지방국세청장에 임명됐다. 제17대 대통령선거 직전인 2007년 11월 국세청 차장 한상률은 전군표의 갑작스러운 사퇴로 제17대 국세청장으로 승진하였다. 이명박 정부가 들어선 뒤 2008년 4월 한상률 국세청장 체제의 첫 인사에서 서울지방국세청 세원관리국장으로 임명되어 직위가 네 단계 격하되며 좌천당했다.
2009년 11월 검찰이 '공무원 직위를 이용해 아내 홍혜경이 운영하는 화랑의 그림을 업자들에게 강매했다'며 긴급 체포하였고 구속 기소되었다. 이후 '그림 강매'는 무죄, '변호사법 위반'은 유죄로 판결되어 2년간의 징역형을 선고받았다.
2016년 국정조사 기간에 증인들의 거짓말을 제압할 수 있는 질문 팁을 주기 위해 전부터 안면이 있던 더불어민주당 국회의원 안민석에게 연락을 취했다가 '박근혜 정부의 최순실 등 민간인에 의한 국정농단 의혹 사건'과 관련하여 안민석의 권유를 받고 최순실의 재산을 추적하는 일에 참여하였다. 그 연장선상에서 안민석, 기자 주진우 등과 함께 최순실의 독일 재산 현황을 파악하기 위해 2016년 12월 독일에 다녀오기도 하였다.

## 학력
- 영신고등학교
- 경북대학교

## 경력
- 제26회 행정고등고시 합격
- 대구지방국세청 징세·부가세 과장
- 대구세무서 법인세 과장
- 동대구세무서 법인세 과장
- 대구지방국세청 부가세 과장
- 대구지방국세청 총무과장
- 대통령비서실 민정수석실, 정책조정수석실 파견 근무(1999년 ~ 2003년)
- 국세청 총무과장[12]
- 서울지방국세청 조사1국장
- 국세청 국제조사관리관[13]
- 대구지방국세청장[14]
- 서울지방국세청 세원관리국장
- 플랜다스의 계 대표
- 열린민주당 당무위원 겸 비상대책위원
- 열린민주당 사무총장 겸 최고위원
- 안원구플랜 대표[15]

## 논란
- 대구지방국세청장 재직시 포스코 건설에 대한 정기 세무조사 중 '도곡동 땅의 실소유주는 이명박'이라는 서류를 봤다고 주장했다.[5]
- 제16대 대통령 노무현의 후원자 박연차가 회장으로 있던 태광실업의 세무조사는 제17대 국세청장 한상률의 기획 세무조사였고 노무현을 죽음으로 몰고 간 단초라고 주장했다.[16]

## 저서
- 《잃어버린 퍼즐》. 초이스북. 2012년.

ISBN 978-89-96914-73-0 03040
- 국세청은 정의로운가. 이상미디어. 2017년.

ISBN 979-11-5893-039-4 03300
- 나의 MB재산답사기. 비아북. 2018년.

ISBN 979-11-86712-76-4 03300

## 역대 선거 결과
| 실시년도 | 선거  | 대수 | 직책     | 선거구   | 정당       | 득표수      | 득표율         | 순위          | 당락 | 비고      |
| -------- | ----- | ---- | -------- | -------- | ---------- | ----------- | -------------- | ------------- | ---- | --------- |
| 2020년   | 총선  | 21대 | 국회의원 | 비례대표 | 열린민주당 | 1,512,763표 | \| \| 5.42% \| | 비례대표 12번 | 낙선 | 승계 불능 |
|          | 5.42% |      |          |          |            |             |                |               |      |           |